# Штолтенберг
Штолтенберг (њем. Stoltenberg) општина је у њемачкој савезној држави Шлезвиг-Холштајн. Једно је од 84 општинска средишта округа Плен. Према процјени из 2010. у општини је живјело 330 становника. Посједује регионалну шифру (AGS) 1057081.

## Географски и демографски подаци
Штолтенберг се налази у савезној држави Шлезвиг-Холштајн у округу Плен. Општина се налази на надморској висини од 29 метара. Површина општине износи 7,8 km². У самом мјесту је, према процјени из 2010. године, живјело 330 становника. Просјечна густина становништва износи 42 становника/km².